# Şerif Gören
Şerif Adak Gören (Grieks: Σερίφ Γκιορέν) (Xanthi, 14 oktober 1944 – Istanbul, 8 december 2024) was een Turks filmregisseur.
Gören werd geboren in Xanthi in Griekenland. In 1956 ging hij studeren in Istanboel, nadat hij een studiebeurs had gewonnen die werd georganiseerd door de toenmalige Turkse premier Celal Bayar. Van 1962 tot 1968 werkte hij als filmmonteur voor de filmstudio Erman. Vanaf 1966 ging Gören samenwerken met de Koerdische regisseur Yılmaz Güney. Als hun bekendste werk geldt de dramafilm Yol. Gören regisseerde die film in opdracht van Güney, omdat hij op dat ogenblik in een celstraf uitzat voor de moord op rechter Sefa Mutlu. Met Yol wonnen ze de Gouden Palm op het filmfestival van Cannes.
Gören overleed op 8 december 2024 op 80-jarige leeftijd.

## Filmografie (selectie)
- 1970: Umut (samen met Yılmaz Güney)
- 1974: Endişe
- 1982: Yol (samen met Yılmaz Güney)
- 1983: Derman
- 1985: Kurbağalar
- 1988: Polizei